# حصن الفرما (مصر)
حصن فرما قلعة عباسية في قرية فرما في بورسعيد، بنيت بأمر الخليفة العباسي جعفر المتوكل على الله عام 239 هـ - 853 م، لتحصين الثغور المصرية وعهد ببناءه الى واليه على مصر عنبسة بن الضبي.
أورد ابن دقماق عن الفرما: (حصنها تم تعميره سنة تسع وثلاثين ومئتين وأمر بعمارته الإمام المتوكل على الله على يد عنبسة بن إسحاق... الى قوله: وانفق في ذلك أمولاً عظيمة).

## التسمية
سمي الحصن نسبة لقرية الفرما التي يقع فيها والتي تعني بيت آمون (Ⲡⲉⲣⲉⲙⲟⲩⲛ) بالقبطية.
أما ابن منظور في لسان العرب في باب الإسكندر فيقول:
«رأَيت في مسودّات كتابي هذا هذه الترجمة ولم أَدر من أَي جهة نقلتها: كان الإِسْكَنْدَرُ والفَرَما أَخوين وهما ولدا فيلبس اليوناني، فقال: الإِسكندر: أَبني مدينة فقيرة إِلى الله عز وجل غنية عن الناس، وقال الفرما: أَبني مدينة فقيرة إِلى الناس غنية عن الله، فسلط الله على مدينة الفرما الخراب سريعاً فذهب رسمها وعفا أَثرها، وبقيت مدينة الإِسكندر إِلى الآن.»

## معمارية المبنى
الحصن عبارة عن مستطيل طوله 400 م وعرضه 200م جميع أضلاعه مستقيمة عدا الضلع الجنوبي الذي يميل للخارج.
ويبلغ ارتفاع أسوار الحصن حوالي 6 أمتار وعرضها 2.2 متر والغرض منخا أضافة الى الغرض الدفاعي توفير ممشى أعلى الأسوار. كما تتدعم الأسوار بـ 27 دعامة ملاصقة للسور حول المبنى. وكذلك دعمت بـ 36 برجاً منها أربعة رئيسية في أركان الحصن.
وفي داخل المبنى مدينة سكنية إعتيادية يمكن أن يقيم فيها السكان المدنيين والجنود الذي يحمون الحصن حتى إنه يوجد مصنع للنسيج حمامات عامة هناك.

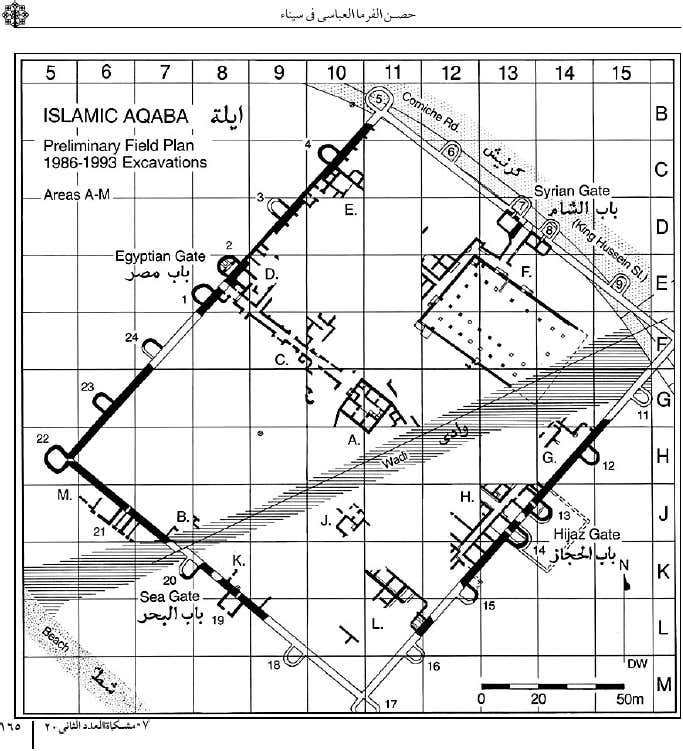
مخطط الحصن

## مصير الحصن
ذكر المؤرخون سببين لزوال الحصن الأول سياسي والآخر طبيعي حيث أن المقريزي وابن دقماق ذكرا خراب الحصن بقولهم:(إن الفرما لم تزل عامرة إلى أيام شاور الوزير الجراحي وإن ملهم أخا ضرغام كان والياً عليها فلما خرج منها أخربها شاور).
أما السبب الطبيعي فهو فيضان نهر رشيد المتفرع من النيل كما ذكر المؤرخ الوطواط.

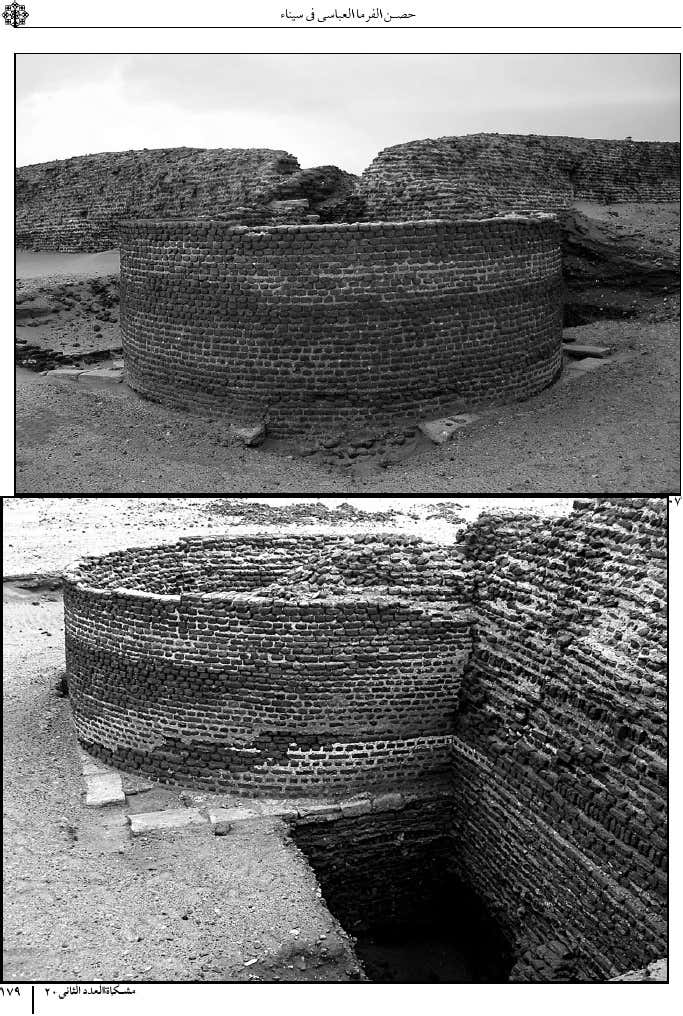
أبراج حصن الفرما